# Выхимсоим
Выхимсоим (устар. Выхим-Соим) — река в России, протекает по Советскому и Октябрьскому районам Ханты-Мансийского автономного округа. Длина реки составляет 12 км.
Начинается на восточной окраине болота Выхимтайкал, течёт в общем южном направлении через лес. Устье реки находится в 105 км по левому берегу реки Нягыньюган.

## Данные водного реестра
По данным государственного водного реестра России относится к Нижнеобскому бассейновому округу, водохозяйственный участок реки — Обь от впадения Иртыша до впадения реки Северная Сосьва, речной подбассейн реки — бассейны притока Оби от Иртыша до впадения Северной Сосьвы. Речной бассейн реки — (Нижняя) Обь от впадения Иртыша.
Код объекта в государственном водном реестре — 15020100112115300019610.